# Amazon Athena
Amazon Athena — це хмарний сервіс що дозволяє безсерверні запити до вмісту що зберігається на AWS S3 використовуючи Presto з підтримкою ANSI SQL.
Amazon Athena підтримує різні формати даних, на зразок CSV, TSV, та JSON а також дані в колонкових форматах і  стиснені дані.
До випуску Athena, AWS не мав аналога сервісу Google BigQuery що був запущений ще в 2011. І хоча BigQuery та Athena використовують різні технології (Dremel та Presto), вони обоє позиціонуються як безсерверні сервіси аналітики.

## Зноски
1. ↑  Novet J. AWS launches Amazon Athena service for querying data stored in S3 // VentureBeat — 2016.
2. 1 2  Introducing Amazon Athena: a pay-as-you-go interactive query service that makes it easy to analyze data in Amazon S3 using standard SQL. Amazon Web Services, Inc. Архів оригіналу за 23 березня 2019. Процитовано 23 березня 2019.
3. ↑  What is Amazon Athena, an overview taken from re:Invent 2016. cloudacademy.com. 6 грудня 2016. Архів оригіналу за 23 березня 2019. Процитовано 23 березня 2019.
4. ↑  Artificial Intelligence and Hybrid Cloud Are High On Amazon's Agenda. Forbes.com. 30 листопада 2016. Архів оригіналу за 13 грудня 2018. Процитовано 18 липня 2018.
5. ↑  Amazon Athena. Amazon Web Services. Архів оригіналу за 8 березня 2017. Процитовано 7 березня 2017.
6. ↑  Houser, Matt (8 січня 2018). Amazon Athena vs. Redshift - Skeddly. blog.skeddly.com. Архів оригіналу за 24 березня 2019. Процитовано 23 березня 2019.
7. ↑  Amazon Athena FAQs – Amazon Web Services (AWS). Amazon Web Services, Inc. Архів оригіналу за 29 березня 2019. Процитовано 23 березня 2019.
8. ↑  Google opens BigQuery for cloud analytics (англ.). Архів оригіналу за 15 вересня 2016. Процитовано 22 січня 2018.
9. ↑  Melnik, Sergey; Gubarev, Andrey; Long, Jing Jing; Romer, Geoffrey; Shivakumar, Shiva; Tolton, Matt; Vassilakis, Theo (2010). Dremel: Interactive Analysis of Web-Scale Datasets (англ.). Архів оригіналу за 30 грудня 2017. Процитовано 23 березня 2019.
10. ↑  Presto | Overview. prestodb.io. Архів оригіналу за 12 січня 2019. Процитовано 22 січня 2018.